# Veränderliches Augentier
Das Veränderliche Augentier (Euglena variabilis) ist eine Art der Protisten aus der Gattung der Augentierchen (Euglena). Es kommt in eutrophen, pflanzenreichen Gewässern vor.

## Merkmale
Euglena variabilis ist 30 bis 45 Mikrometer lang. Die Zellen sind sehr beweglich und besitzen eine kurze Endspitze. Es sind Chloroplasten-Scheibchen vorhanden. Die Geißel ist doppelt bis dreifach so lang wie der Körper. Der Augenfleck ist tief dunkelrot und auffällig groß.

## Belege